# Matutinus neovittacollis
Matutinus neovittacollis är en insektsart som först beskrevs av Frederick Arthur Godfrey Muir 1926.  Matutinus neovittacollis ingår i släktet Matutinus och familjen sporrstritar. Inga underarter finns listade i Catalogue of Life.